# سلعة (ملحان)
[مسجل من شجرة عائلة بيت المساوى ومقاله من موقع مديم medium]
سلعة هي إحدى قرى عزلة القبلة بمديرية ملحان التابعة لمحافظة المحويت، بلغ تعداد سكانها 533 نسمة حسب تعداد اليمن لعام 2004.